# Зелений Дол (Октябрський район)
Зелений Дол (рос. Зелёный Дол) — селище у складі Октябрського району Оренбурзької області, Росія.

## Населення
Населення — 191 особа (2010; 272 у 2002).
Національний склад (станом на 2002 рік):
- казахи — 72 %